# مدرسه پریزاد
مدرسه پریزاد مربوط به دوره تیموریان است و در مشهد، مجاور حرم امام رضا واقع شده و این اثر در تاریخ ۲۰ بهمن ۱۳۱۸ با شمارهٔ ثبت ۳۳۳ به‌عنوان یکی از آثار ملی ایران به ثبت رسیده‌است.

## پیشینه
این مدرسه که به پریزاد خانم، ندیمه گوهرشاد و همسر میرزا محمد میرک حسینی منسوب است. گوهرشاد همسر شاهرخ تیموری (۸۵۰–۸۰۷ ق) بود. هنگامی که گوهرشاد آغا، مسجد گوهرشاد را در کنار مرقد امام رضا (ع) بنا کرد، پریزاد خانم نیز مدرسه‌ای دینی در مشهد ساخت و املاکی برای آن وقف نمود و در حدود بیست الی سی طلبه در آن تحصیل می‌کردند.  در زمان شاه سلیمان صفوی (۱۱۰۵–۱۰۷۷ ق)، یکی از خوانین قندهار به نام نجفعلی خان مدرسه را تعمیر کرد و آقا محمد بیگ و میرزا شکراللَّه نیز در تجدید بنای آن اهتمام نمودند. این مدرسه در بازار مشهد قرار داشته و تا سه دههٔ گذشتهٔ موجود بوده‌است به سال ۸۲۳ هجری قمری در نزدیکی مسجد گوهرشاد ساخته شده‌است. پریزاد مدرسه‌ای کوچک و ۴ ایوانی مشتمل بر غرفه‌ها و حجره‌هایی می‌باشد و تزئینات آن عبارت است از: آجرکاری سردر ایوان‌ها و کاشیکاری با نقوش اسلیمی بر سردر غرفه‌های همکف مدرسه.
آخرین متولی مدرسه، حاج سید ابوالقاسم موسوی حجازی از عالمان و بزرگان مشهد بود که پس از فوت ایشان در ۲۰ اسفند ماه ۱۳۴۱ هجری شمسی فرزند ذکور ارشد ایشان به نام حاج آقا مرتضی متولی مدرسه بودند. در حال حاضر تولیت این مدرسه با آستان قدس رضوی می‌باشد.

## نگارخانه

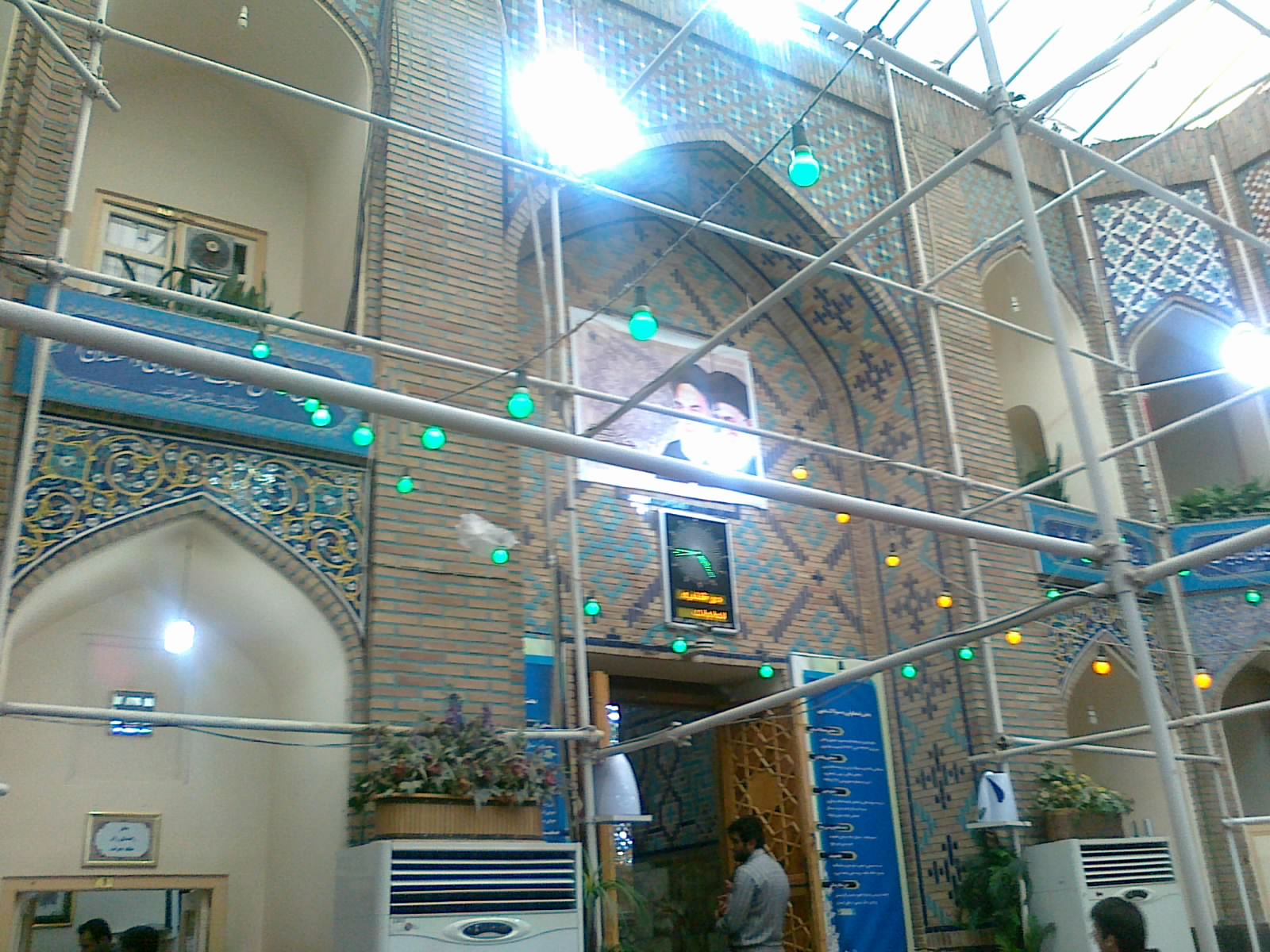
محوطه درونی صحن مدرسه پریزاد
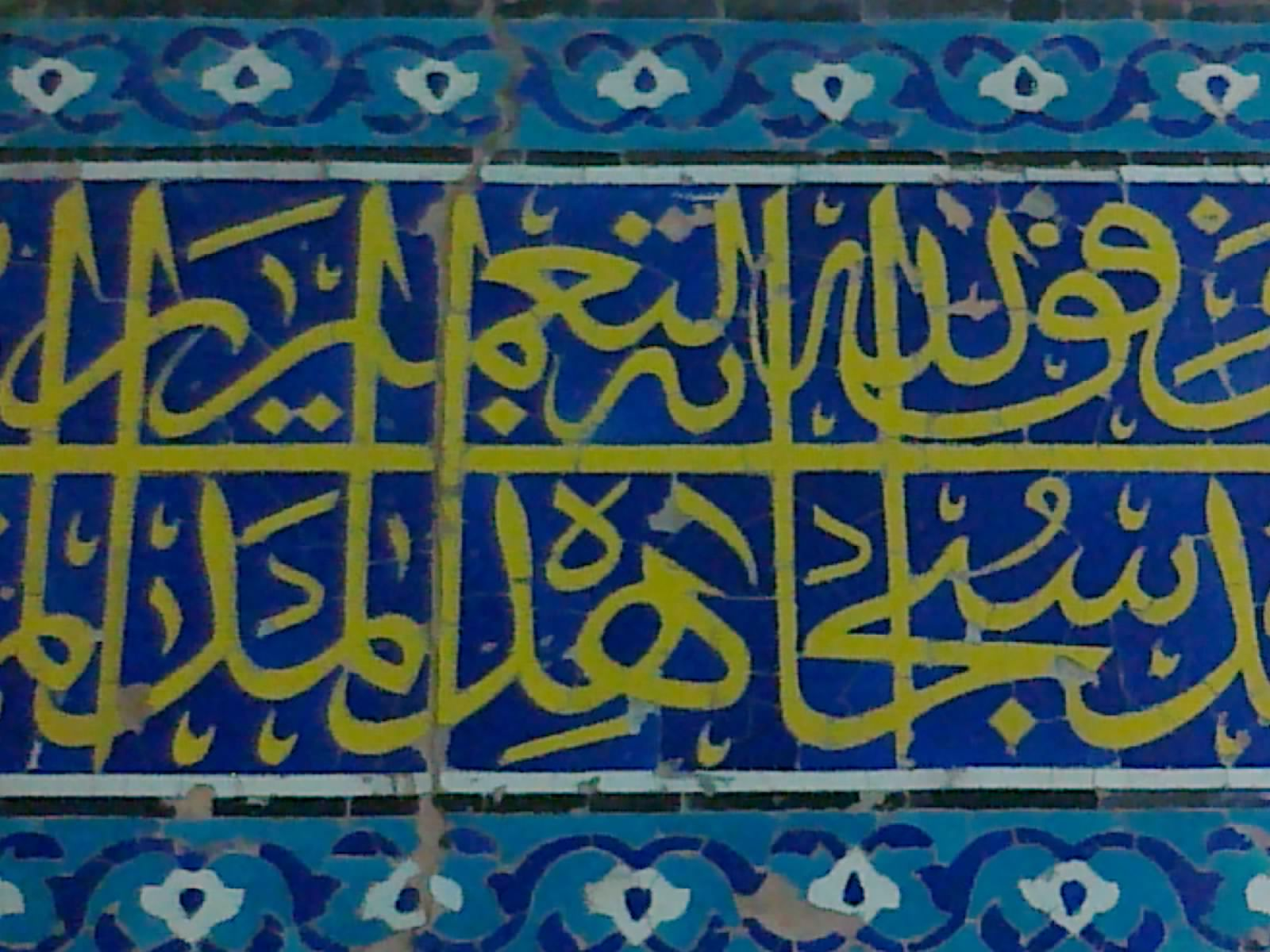
قسمتی از تزئینات کاشی کاری مدرسه پریزاد
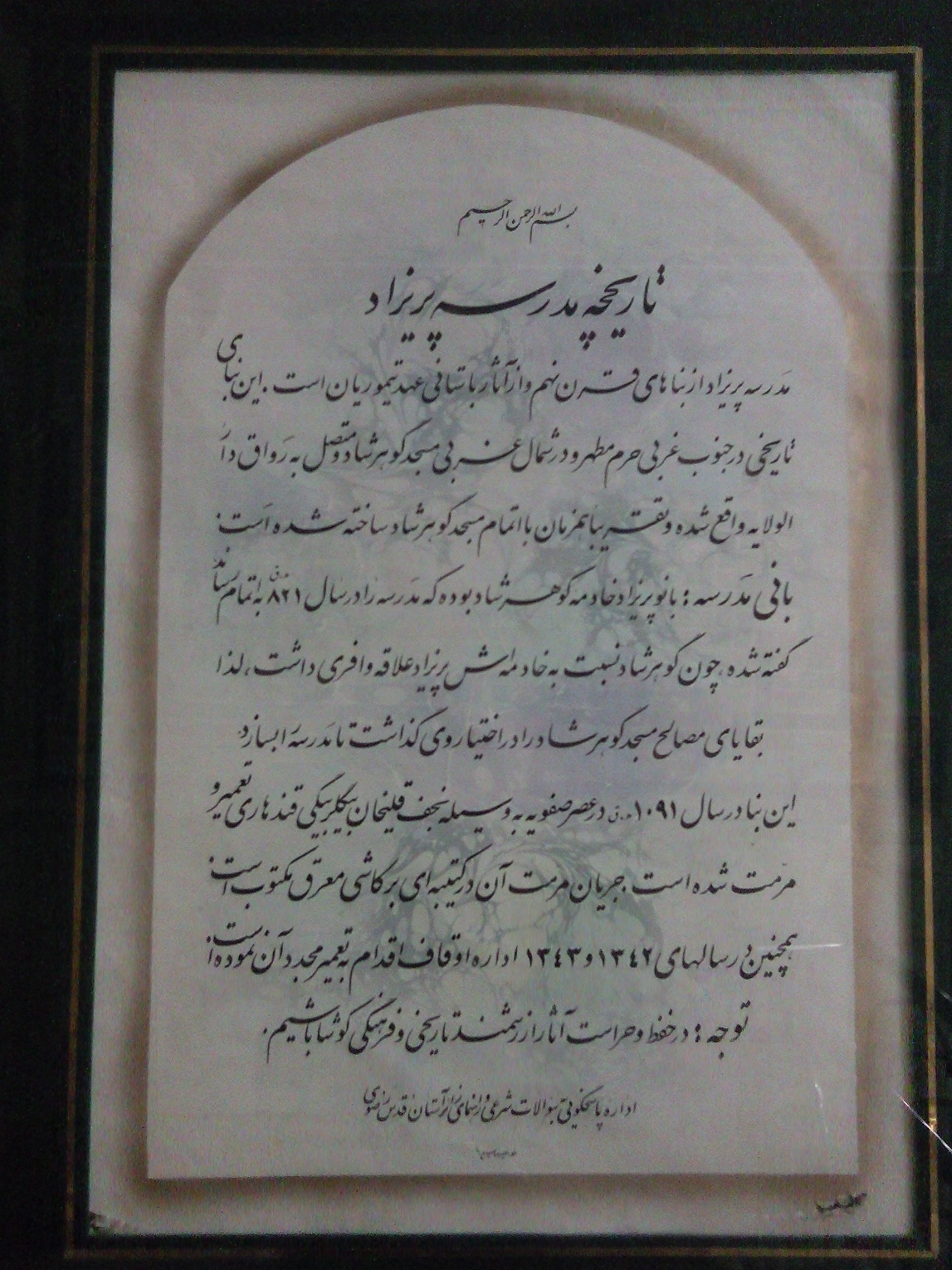
تاریخچه
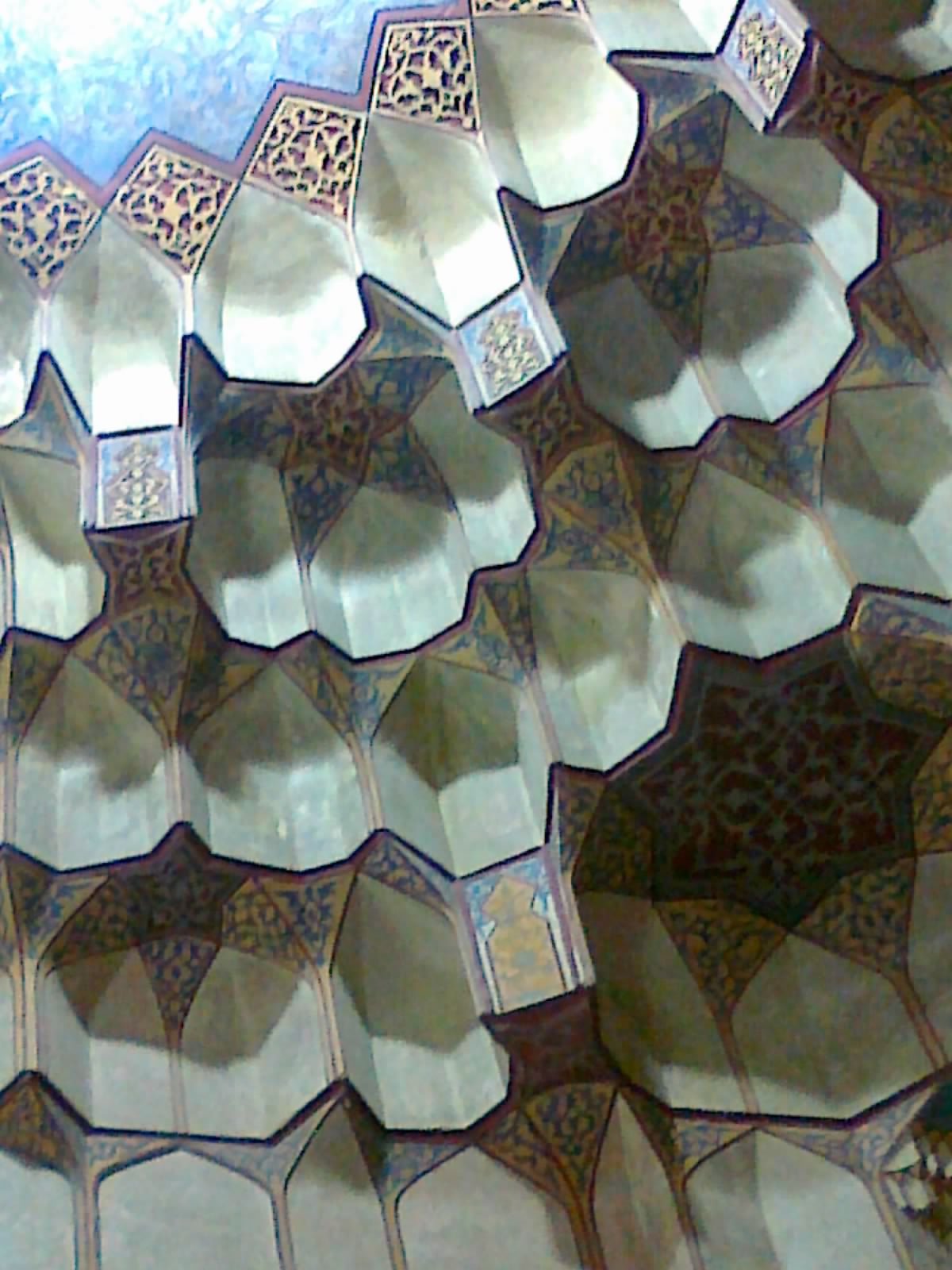
بخشی از مقرنس کاری ایوان ورودی به صحن مدرسه ازدرون رواق دارالولایه-حرم امام رضا
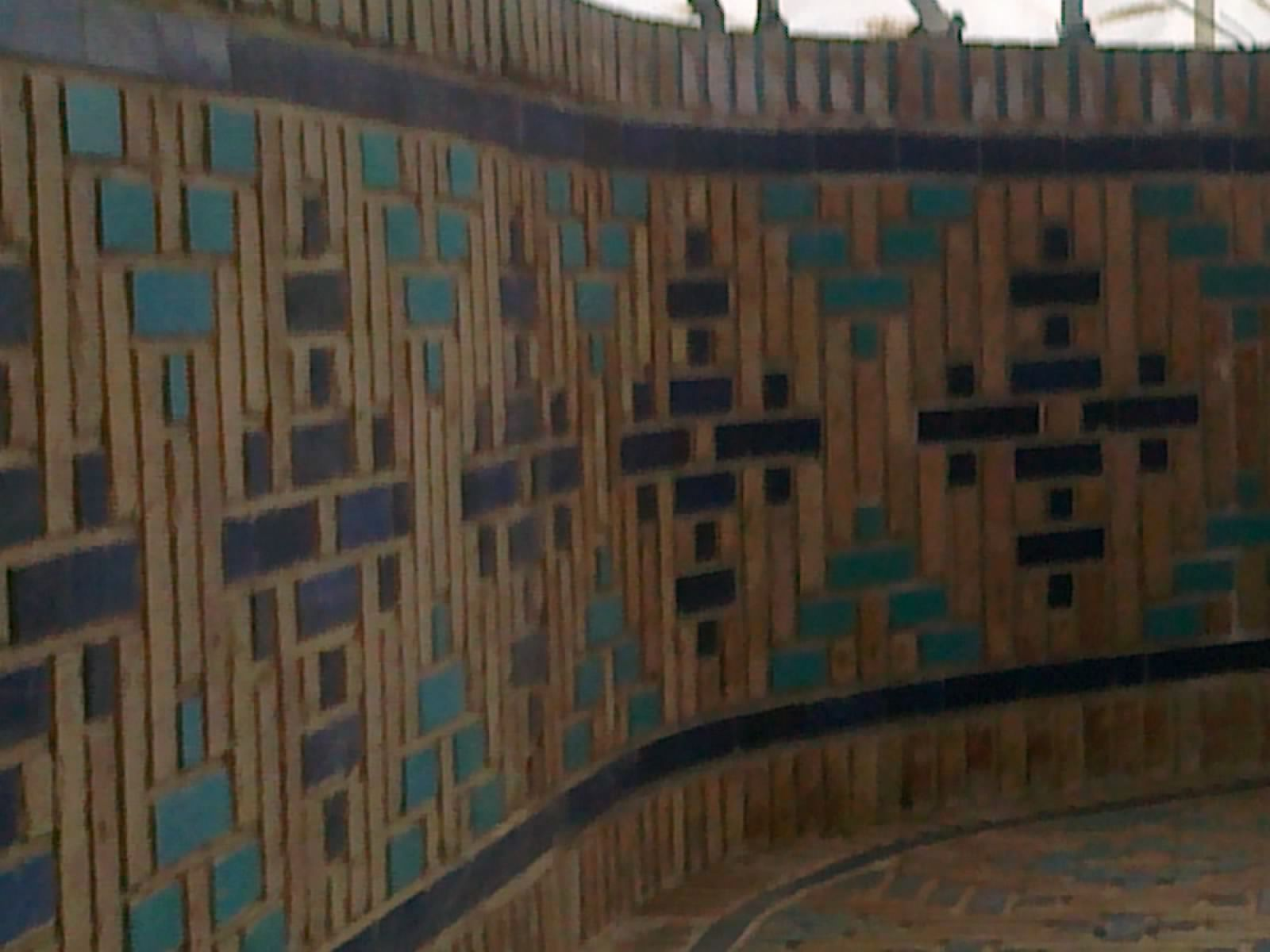
تزتینات آجرلعاب داردرزمینه آجرکاری واقع درایوان ورودی به مدرسه ازسمت رواق دارالولایه(قسمت واقع درداخل صحن
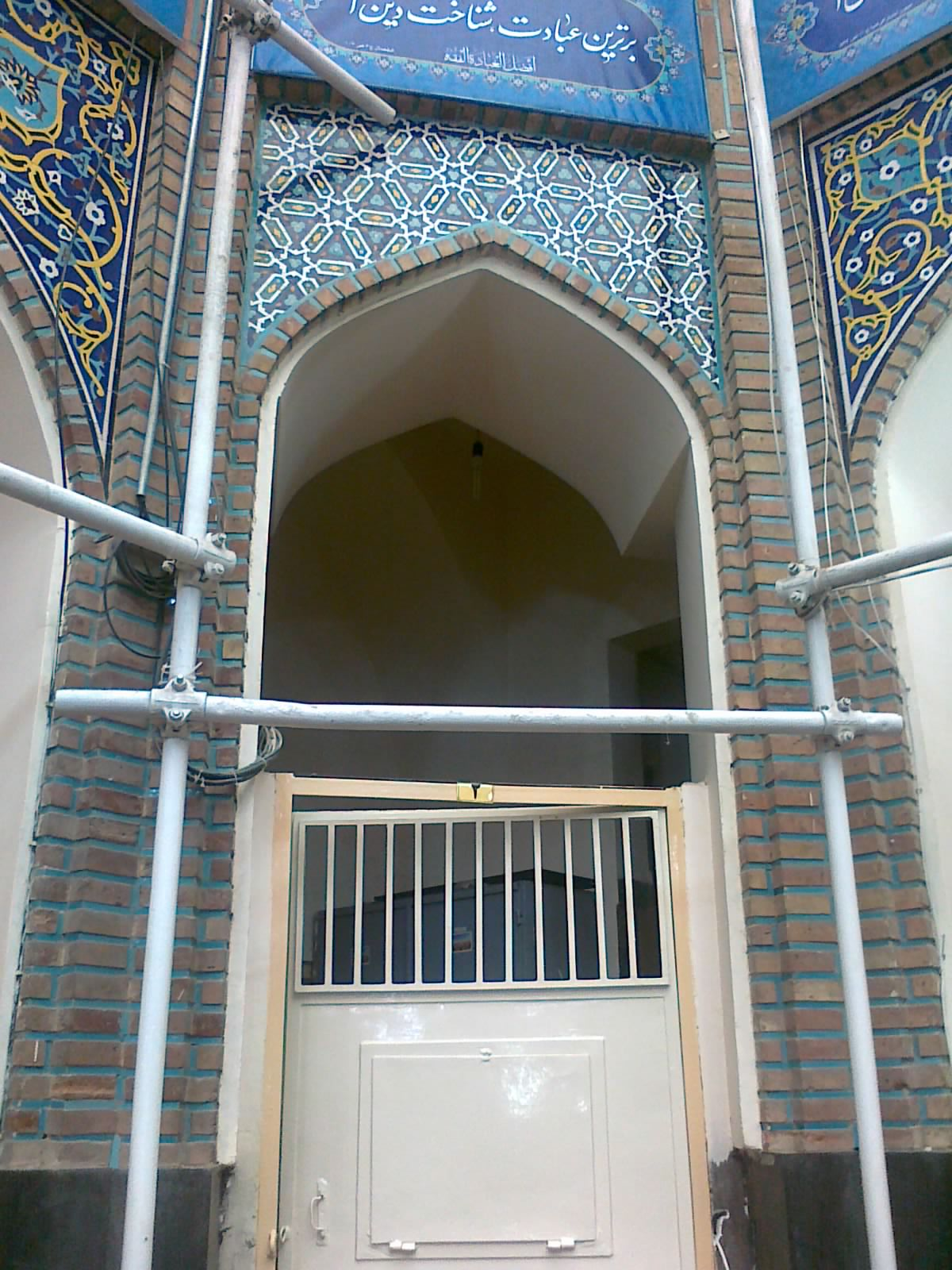
(فضای ورود به راه پله طبقات مدرسه پریزاد (واقع در دیواره کنج صحن.jpg